# パリ条約 (1856年)
パリ条約（パリじょうやく）は、1856年にパリで開かれたクリミア戦争の講和会議で締結された条約。締結国はイギリス、フランス、オーストリア、プロイセン、サルデーニャ、オスマン帝国、ロシアの7カ国。

## 概要
1853年に作成されたウィーン議定書を踏襲する形で、一般に敗戦国のロシア帝国に対して勝利した同盟国が有利な条件で交渉を進めたといわれるが、内容はオスマン帝国の保全など領土に関する問題は戦前の状態に戻すことで各国が合意しただけで、厳密には戦争継続を不利益とみなした欧州諸国の妥協案である。
また、キリスト教世界であるヨーロッパの公法がイスラーム教国（この場合オスマン帝国）にも適用されることを明言したという意味でも、国際法学上重要な位置づけをされる条約である。
パリ条約は大きく分けると講和に関する部分、ボスポラス海峡とダーダネルス海峡の通航制度やドナウ川の航行に関する部分、バルカン半島の諸公国に関する部分らで構成されており、両海峡の通航制度問題では、オスマン帝国以外の軍艦が海峡を通過することを禁止した1841年の五国海峡条約の内容が再確認された。そして同条約で新たに黒海の非武装化が定められた。これは沿岸国であるロシアとオスマン帝国に適用されるものであったが、ロシアの抗議もあって黒海の非武装化に関する部分は1871年に改定された。これとは別にバルト海のオーランド諸島が黒海同様、非武装地帯に指定された。しかしオーランド諸島は、第一次世界大戦の勃発によりロシアが要塞化させる事となった。5大国（五国同盟）同士が反目・敵対したために、1848年革命で形骸化していたとはいえ、1815年以来続いてきたウィーン体制はここに完全に終焉した。

## 経緯
和平に向けた最初の試みは、1854年8月にオーストリアとフランスが入案した「4つの条項」が起源となった。4つの条項は、バルカン半島に対するロシアの特殊権益の否定、ドナウ川の自由航行、黒海における均衡を定めた1841年の海峡条約の修正、オスマン領内に居住しているキリスト教徒は列強が共同で保護するという内容を骨子としたものだったが、イギリスとロシアは生ぬるい反応を見せた。戦争が終盤に向かうにつれて、交戦当事国いずれも莫大な人命被害と戦力の損失のため厭戦論が台頭していたにもかかわらず、イギリスではロシアを懲らしめたかった首相パーマストン卿を始めとする強硬派が手綱を緩めようとはしなかった。同年12月にオーストリアは英仏両国と同盟を結んで、これによって3国政府がロシアと個別に交渉しないことを約束し、4つの条項以外の条件を課す権利を留保した。その結果、オーストリアはクリミア戦争に公式には参戦していないが、ロシアにワラキア・モルダヴィア両公国（ドナウ公国）から撤退することを求めた最後通牒を送っただけでなく、オスマン帝国と共にこの地域を占領した。
1855年9月にセヴァストポリ要塞が陥落すると、ロシアの敗戦は大勢となった。戦時に即位したアレクサンドル2世は、帝国の存続を脅かす難題もそのまま引き継いだ。イギリスの海上封鎖を受けたロシアの経済は崩壊寸前に追い込まれており、フィンランドとポーランドですら騒擾が再燃する兆しが見えていた。これ以上の戦争の遂行が無意味であることを悟ったアレクサンドル2世には内政の改革や国内秩序の回復が緊急課題であり、従って速やかに講和を妥結しようと模索した。11月よりオーストリア外相ブオル伯爵とフランス大使ブルケネー男爵の間で折衷案が作成されており、ロシア政府はオーストリアの通牒を受諾すると通知した。1856年2月1日にイギリス、フランス、オスマン帝国、ロシアの代表らがウィーンで会合して講和会議を召集することを合意、会議は2月25日にパリで始まった。
当初、プロイセンは非当事国であるという理由で会議参加の対象から除外されたが、海峡条約の修正をめぐる議論が進むにつれ、参加が認められた。3月30日に講和条約が調印されたのに次いで、4月27日に批准書を交換した。パリ条約の規定はイギリス、フランス、オーストリアの間のオスマン帝国に関する条約で再び補完され、3国はパリ条約の違反が敵対行為であり、戦争の事例と見なされるであろうと宣言した。オスマン帝国はその主権と独立が保障され、欧州秩序に編入した。一方、4月16日の宣言を通じて、海上における私掠船を禁じた海洋法の改正も同時に行われた。最も重要な争点であった黒海の非武装化の範囲について、イギリスはアゾフ海まで含めることを望んだが、他の列強の同意を得ることができず撤回した。各国ごとにドナウ川河口の警備に必要な小型軍艦2隻を除いたすべての軍艦はトルコ海峡の通過が許されず、臨時委員会を経てオスマン帝国、オーストリア、バイエルン、ヴュルテンベルクなどドナウ川沿岸に接した国々の常設委員会を設置し、船舶の自由航行を監督するようにした。
ロシアは、オスマン領内のキリスト教徒に対する排他的な保護権の主張を撤回し、ベッサラビア南部のドナウ川河口地帯もモルダビア公国に譲渡した。ワラキア・モルダビア両公国は、オスマン帝国の自治領として残り、ロシアの南下を阻止する緩衝地帯となった。

## 影響
パリ会議と講和条約は欧州の勢力均衡の転換点となった。神聖同盟は消滅し、ロシアとオーストリアの関係は半永久的に破綻した。1849年のハンガリー革命を鎮圧する過程で、ハプスブルク帝国の救世主の役割を果たしたロシアは、バルカンで漸増しつつある利害の対立、特にクリミア戦争期にオーストリアが見せた行動に憤慨した。ロシアはプロイセンに接近し始め、孤立したオーストリアはイタリアとドイツにおいて自国の影響力を保持するのにロシアの支援を期待できなくなった。開催国であるフランスは、決して満足できる成果を収めたとは言えなかった。ナポレオン3世がイタリアの統一とポーランドの復活を力点に置いたヨーロッパの再編を狙ったにもかかわらず無為に戻ったためだ。サルデーニャの場合は、戦争後半になって参戦し、大きな活躍ができなかった理由で発言権が弱かったため、すぐには期待に及ぼした補償は得られなかった。それでもイギリスの支援でイタリア問題の喚起に成功したことで、将来にイタリアの統一に対する列強の注目と同情を得る契機を作ることができた。プロイセンも受動的な傍観者としてパリ会議で冷遇されなければならなかったが、ロシアとオーストリアの不和に乗じてドイツ連邦における主導的な立場を固めたことはもちろん、ロシアの好意まで引き出す環境を整えることになった。
ウィーン体制の作動原理だった列強の協力は既に機能しなくなったことが明らかになった。クリミア戦争は、列強同士の戦争が「制限的」な方式でも起こり得るという事実を同時代人に立証しながら外交の性格を変えた。ウィーン体制下での外交は、欧州域内の平衡に基づいて革命と特定国家のヘゲモニーを抑制させることに焦点が当てられ、同盟は概ね防御的な性格にとどまった。クリミア戦争後の列強は以前より攻撃的になり、外交は戦争と照応する傾向が濃くなった。一般的な見解と違い、オーストリアは戦争中ずっと持続的な平和政策を追求した。この目的によってオーストリア政府は、限られた小規模戦争であってもその危険性を意識せざるを得ず、中立を堅持した状況で次第にロシアから遠ざかり、西方に近づく複雑な立場に追い込まれた。ついに中立的立場から一歩後退し、北イタリアの支配権を保障される形式で英仏と結託したオーストリアは、ドナウ戦線に軍隊を進駐させることで、事実上の反ロシア態度を明確にした。同時にそれは英仏両国にオーストリアが参戦することを期待させるようにしたが、オーストリアの外交を主導したブオル伯爵は、戦争に巻き込まれる可能性を排除するという立場によって確答を与えなかった。
1848年革命の後遺症は依然として残っており、1854年後半までガリツィアとトランシルバニアなどの辺境地域では革命勢力の蠢動が続いた。このように不安定な情勢は、国際舞台においてオーストリアの行動範囲を制限させる要因として作用した。クリミア戦争の波長は、欧州協力体制の仲裁者と自任してきたオーストリアの位相に大きな打撃を与えた。以降列強は、各自の国益に赴くままに帝国主義に走ることになる。イギリスは、その国力を持ってして栄光ある孤立を選択し、大陸の列強は、欧州域内の勢力均衡を図るため交互に同盟を結び、ヨーロッパは産業革命と植民地主義を掲げた新たな時代へと突入した。パリ条約は1877年の露土戦争の開戦までのバルカン半島の現状を規定した秩序となったが、1859年のワラキア・モルダヴィア両公国の合同や、1867年のセルビアによるオスマン軍の追放、1871年のロンドン条約（黒海の非武装化を定めた部分を改定し、露土両国が黒海に艦隊を置くことを認めた）などによって徐々に骨抜きとなった。
最終的に露土戦争で勝利したロシアがオスマン帝国に強制したサン・ステファノ条約、そしてベルリン会議によって、パリ条約の内容は死文化した。

## 署名
- イギリス
  - クラレンドン伯ジョージ・ヴィリアーズ（外相）
  - カウリー男爵ヘンリー・ウェルズリー（駐仏大使）
- ロシア
  - アレクセイ・フョードロヴィチ・オルロフ伯（全権）
  - フィリップ・フォン・ブルンノフ伯（駐ドイツ連邦大使）
- フランス
  - アレクサンドル・コロンナ＝ヴァレフスキ伯（外相）
  - フランソワ＝アドルフ・ド・ブルケネー男爵（駐墺大使）
- サルデーニャ
  - カミッロ・カヴール伯（首相）
  - サルヴァトーレ・ペス・ディ・ヴィッラマリーナ侯（駐仏大使）
- オスマン帝国
  - メフメト・エミン・アーリ・パシャ（大宰相）
  - メフメト・ジェミル・ベイ（駐仏大使）
- オーストリア
  - カール・フォン・ブオル＝シャウエンシュタイン伯（外相）
  - アレクサンダー・フォン・ヒューブナー男爵（駐仏大使）
- プロイセン
  - オットー・フォン・マントイフェル男爵（宰相）
  - マクシミリアン・フォン・ハッツフェルト・ツー・トラッヘンベルク伯（駐仏大使）